# エンダ・ケニー
エンダ・ケニー（英: Enda Kenny、愛: Éanna Ó Coinnigh、1951年4月24日 - ）は、 アイルランドの政治家。統一アイルランド党所属の国会議員（ドイル・エアラン議員、TD）、統一アイルランド党党首（第10代）、防衛大臣（第40代）、野党院内総務（第16代）、貿易・観光大臣（第14代）、アイルランド首相（第13代）を務めた。

## 概要
アイルランド北西部メイヨー県に生まれ、アイルランド国立大学ゴールウェイ校を卒業後、4年間、初等教育教師を務めた。2011年から2017年まで首相、2002年から2017年まで統一アイルランド党党首、2014年5月から7月と2016年から2017年まで防衛大臣、2002年から2011年まで野党院内総務、1994年から1997年まで貿易・観光大臣、1986年から1987年まで教育・労働担当大臣を務めた。1975年から1997年まではメイヨー・ウエストの国会議員（TD）、1997年から2020年まではメイヨー選挙区の国会議員を務めた。
2011年の総選挙では、統一アイルランド党を歴史的な勝利に導き、初めて最大の党となり、2011年3月9日に労働党と連立政権を樹立した。2011年の東日本大震災の際に100万ユーロ（当時で約1億1500万円）の緊急支援資金を日本赤十字社に提供した。また、2013年に日本へ公式訪問した。2016年の選挙後2ヶ月間の交渉を経て、2016年5月6日に統一アイルランド党党員として初めて2期連続の首相に選出された。同党出身の首相としてはジョン・ブルトン（1994年～1997年）以来であり、総選挙で勝利した統一アイルランド党党首としては1982年のギャレット・フィッツジェラルド以来である。2017年4月には、統一アイルランド党の首相としては最長の任期となった。
ケニーは2017年6月2日に党首を辞任し、6月上旬に新しい党首が選ばれた時点で首相を辞任することを表明した。それに続く党首選挙では、当時の社会保護大臣であったレオ・バラッカーが党首として後任に選出された。ケニーは2017年6月13日に首相を辞任し、翌日にはバラッカーによって引き継がれた。2017年11月5日、ケニーは次期総選挙には出馬しない意向を発表した。

## 経歴

### 政界入りまで
ケニーは1951年、メイヨー県キャッスルバー近郊のアイランデディのデリークーシュで、メアリー・エイスネ（マクギンリー）とヘンリー・ケニーの5人目の第3子として生まれた。地元ではセント・パトリック国立学校で教育を受けた。ダブリンのセント・パトリック・カレッジに通い、アイルランド国立大学ゴールウェイ校の学部生となった。国家教師の資格を取得し、初等教育の教師として4年間勤務した。

### 政界入り

#### ドイル・エアラン（1975年 - 1994年）
ケニーは幼い頃から政治に触れ、父ヘンリー・ケニーに続き1954年に統一アイルランド党の国会議員になった。1970年代初頭には、選挙区の診療所で父の手伝いをするようになり、政治に直接関わるようになった。1975年、ヘンリー・ケニー（この段階では政府の大臣政務官を務めていた）は、癌との短い闘病生活の末に死亡した。統一アイルランド党は、次の選挙で息子の一人に候補者として立候補してもらいたいと考え、エンダ・ケニーが選ばれた。最初の選挙で52％の得票率で当選し、24歳で第20代議会の最年少議員となった。
ケニーは10年近くも後続に残った。最初に青少年問題とスポーツ、次に西部開発の党のスポークスパーソンに任命されたが、小選挙区の問題に集中していたため、全国的な知名度を築くことができなかった。1981年にギャレット・フィッツジェラルドが初めて党首になったとき、そして1982年に再び党首になったとき、ケニーは冷遇されたまま取り残されたが、1983年に北アイルランド紛争の政治的解決の試みである、ニュー・アイルランド・フォーラムの統一アイルランド党代表団の一員に任命された。その後、イギリス・アイルランド議員連盟のメンバーを務めた。1986年には、教育省と労働省の国務大臣に就任した。1987年の総選挙で統一アイルランド党が敗北した。ケニーと同党はその後7年間野党の席にいたにもかかわらず、教育、芸術、遺産、ゲールタハト、島嶼部など、党の最前列席議員連で多くの役職を務めたため、全国的な知名度が上がった。また短期間ではあるが、統一アイルランド党の院内幹事長を務めた。

## 内閣府

### 貿易・観光大臣（1994年 - 1997年）
1994年末、共和党・労働党政権は崩壊したが、総選挙は行われなかった。その代わりに、統一アイルランド党・労働党・民主左派の「レインボー連合」が政権を握った。ケニーは、統一アイルランド党の院内幹事長として、新政権が誕生する前に他の政党と政権プログラムを交渉していた。ジョン・ブルトン政権下では、ケニーは内閣に入り、貿易・観光大臣に任命された。大臣として、アイルランドが6ヶ月間の欧州理事会議長国であった間、欧州連合（EU）貿易大臣会議の議長を務めたほか、1996年には世界貿易機関（WTO）会議の共同議長を務めた。ケニーの他の功績としては、1998年のツール・ド・フランスのステージをアイルランドに誘致するための交渉を成功させたことが挙げられる。1997年の総選挙で政府は敗北し、ケニーは野党の席に戻った。

### 野党（1997年 - 2011年）

#### 統一アイルランド党党首選挙

##### 2001年
ジョン・ブルトンは不信任投票を受け、2001年に統一アイルランド党党首を辞任した。ケニーは、その後の指導者選挙に立候補した候補者のひとりであり、「党を電化する」ことを約束した。最終的な投票では、マイケル・ヌーナンが党首となった（統一アイルランド党では、党首選挙の投票結果を公表しない習慣がある）。ヌーナンはその後、ケニーにスポークスパーソンの割り当てを与えなかったため、ケニーはヌーナンが「危険なメッセージ」を送ったと非難した。

##### 2002年
2002年の総選挙では、統一アイルランド党は過去最悪の選挙結果を出し、予想を上回る23議席を失い、得票率は5%下落した。ケニー自身も議席を失いそうになり、譲歩のスピーチを準備するところまで行った。最終的には5議席の小選挙区で3議席目を獲得した。ヌーナンは結果の夜に統一アイルランド党党首を辞任し、これがまた党首選挙の引き金となった。ケニーは再び統一アイルランド党党首選挙に立候補し、当選した。
2002年9月、ケニーはコンゴ民主共和国の初代首相を暗殺されたパトリス・ルムンバに関連した冗談の中で「ニガー」という言葉を使用した後、人種差別的な発言をしたと非難された。ケニーは鎮圧を望んでおり、特に記者に引用しないよう求めていたが、サンデー・インデペンデント紙は「煽り文句の繰り返し」を報じている。問題は、息子と数人の孫を含むルムンバの親戚の数人がタラ（Tallaght）に住んでいたことが明らかになったときに悪化した。
ケニーは淡々と謝罪したが、人種差別的な意図はなく、単にモロッコのバーテンダーがかつて言ったことを引用しただけだと主張し、最近急死した友人のデビッド・モロニー議員と一緒に目撃した事件を思い出しながら、その時のことを話していた。しかし、次の首相になることを望んでいる人が記者団の中で話してはいけない話として、政治的には弁護できないと広く見られていた。

#### 野党院内総務（2002年 - 2011年）
2004年の地方選挙と欧州議会選挙で、統一アイルランド党の代表はアイルランドの15人中4人の欧州議会議員から13人中5人に増加した。統一アイルランド党が国政選挙で共和党を破ったのはこれが初めてであり、共和党が国政選挙で1位になれなかったのは、1927年の総選挙で共和党の前任であるクマン・ナ・ゲールに次ぐ2位になって以来のことである。
2005年11月、ケニーは、国家統一高校卒業試験のリービング・サーティフィケートでアイルランド語の義務化の廃止を求めた。これに対し、アイルランド語団体のすべてが反対した。2006年3月には、統一アイルランド党が所属する欧州最大の政治団体である欧州人民党（EPP）の副総裁に選出された。EPPでの演説では、統一アイルランド党は2年以内にアイルランドで政権を取るだろうと述べた。
2006年前半、ケニーは、移民の費用、街頭犯罪、小児性愛、住宅所有者の権利などについて、よりポピュリストな路線を積極的に打ち出した。ケニーが経験した強盗事件の生々しい描写は、犯罪に関する議論の文脈で国会に提供されたが、事件が起きたのはアイルランドではなくケニアであったことが翌日に明らかになった。
ケニーの下、統一アイルランド党は2007年5月24日に行われた2007年総選挙で、労働党と選挙前の協定を締結し、選挙民に代替連立政権を提案することに合意した。いわゆるマリンガー合意は、2004年9月にその年のヨーロッパおよび地方選挙に続き、合意された。
ケニー指導の下、統一アイルランド党を進歩的中心の党として定義しようとした。その政策は、金融価値、消費者権利、市民パートナーシップ、公共支出の改革、報酬と企業、予防的なヘルスケア政策に集中していた。かつての法と秩序、国家制度を守る党としての地位を取り戻すことを求めていた。2007年3月の統一アイルランド党党大会で、ケニーは「より良いアイルランドのための契約」を概説した。バーティ・アハーンは、選挙前の党首討論会でケニーを楽々と打ち負かしたと多くの人に認識されていた。統一アイルランド党は20議席増加し、新しい議会で51議席となった。反対の予測にもかかわらず、共和党は78議席を獲得し、アハーンは3期目の政権を握った。
コーク県の銀行危機に対応して、2009年2月15日にケニーはアイルランド中央銀行・金融サービス機構の金融規制部門の役員全員に辞任を求めた。
2010年6月10日にアイリッシュ・タイムズに掲載された世論調査は、ケニー党首への挑戦の引き金となった。イプソスMRBIの世論調査は、労働党が初めて国内で最も人気のある政党になったことを示し、共和党と統一アイルランド党の支持が低下したことを示した。2010年1月以来、共和党の支持率は5ポイント低下し（17％）、統一アイルランド党は4ポイント低下し（28％）、労働党は8ポイント上昇した（32％）。ケニーへの満足度は7%低下して24%となった。
党の副党首リチャード・ブルトンの支持を得られなかったため、2010年6月14日にケニーによって解任された。また、6月17日に開催される信任の動議を提出した。翌日には、統一アイルランド党の最前列席議員連の9名が、サイモン・コーヴニー、デニス・ノートン、オルウィン・エンライト、オリビア・ミッチェル、ファーガス・オウド、マイケル・クリード、ビリー・ティミンズ、レオ・バラッカー、ブライアン・ヘイズからなるケニーが党を率いることに自信を持っていないことが明らかになった。デニス・ノートンは、最前列席議員連はケニーの支持を得ておらず、信任の動きを撤回し、党の利益のために身を引くことを望んでいると述べた。
2008年12月、ヴィンセント・ブラウンはアイリッシュ・タイムズで、ケニーは問題を把握しておらず、特に経済問題を把握していないと批判した。
ケニー信任の動議は可決された。2010年7月1日には、ブルトン、コヴェニー、オウド、バラッカーを再任するなど、党の最前列席議員連の大規模な再編成を発表した。

### 2011年総選挙

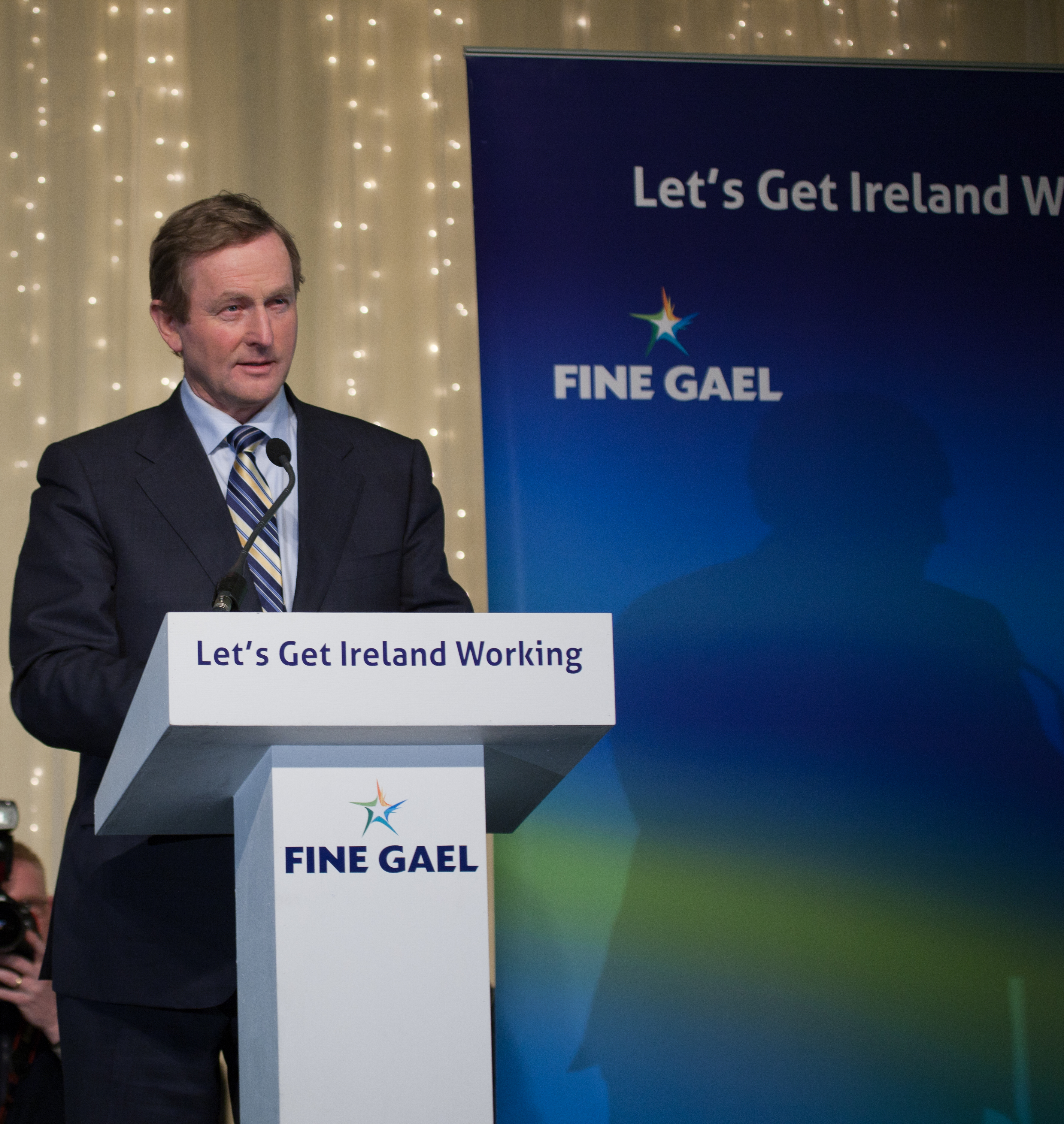
選挙結果発表日に統一アイルランド党党員に演説しているケニー

2011年の総選挙運動の開始時に、ダブリンの選挙本部の外で記者団に対してケニーは統一アイルランド党が「税制を通じて人々に希望と自信を与えること」の重要性を認識していると述べた。今回の選挙での統一アイルランド党は、政府の任期中に所得税の増税は行わないと断言している唯一の政党である。また、国には強力な政府が必要であり、無党派層の支持に依存した政権ではないと述べた。「今は勇気ある強い政府が必要な時だと思う。自壊するかもしれない政府や、傭兵的な無党派層の気まぐれに依存するような政府が必要な時ではない。これは国民のための審判の時である」と述べた。
選挙戦の間、テレビでは討論会が行われた。TV3、アイルランド放送協会（RTÉ）、TG4でエンダ・ケニー、ミホル・マーティン、イーモン・ギルモアの間で行われた3つの討論会と、RTÉで行われた5つの討論会では、3つの討論会からの他の参加者と共に、ジェリー・アダムスとジョン・ゴームリーも含まれていた。
しかし、ケニーはTV3が提案した3者による討論会への参加を拒否し、ヴィンセント・ブラウンが討論会の議長を務めることに不満を表明した。1982年には、ブラウンはザ・レイト・レイト・ショーに出演し、国会議員（TD）であることを「装って」いたと主張し、ケニーを軽蔑した。2010年10月、ブラウンは統一アイルランド党が銃とウイスキーのボトルを持って暗室に入ることを要求しているかどうかを冗談で尋ねた後、公の場で謝罪することを余儀なくされた。これは、世論調査で統一アイルランド党が労働党に次ぐ2位に位置していたことと、以前にリチャード・ブルトンがケニーに指導者として挑戦したことに言及したものである。ケニーが出席するならば、討論会の司会を別の司会者に交代してほしいというブラウンの申し出にもかかわらず、ケニーは討論会への出演を拒否した。
ミリアム・オカラハンが司会を務めたRTÉでの3党首討論会と、RTÉでの5党首討論会には参加した。また、TG4ではミホル・マーティン、イーモン・ギルモアとのアイルランド語による3者間討論会にも参加した。
2011年2月14日、ケニーはドイツのアンゲラ・メルケル首相と会談し、アイルランド経済について議論した。ケニーとメルケルは、メルケルの所属するドイツキリスト教民主同盟と統一アイルランド党がともに中道右派の欧州人民党（EPP）に所属しており、EPPの会合の席は苗字のアルファベット順に並べられていることから、政治的にも密接な関係にある。この密接な関係は、2007年の選挙の際にアンゲラ・メルケルがエンダ・ケニーと統一アイルランド党を支援したことからも明らかである。
2011年2月23日、パディー・パワー紙、アイリッシュ・インデペンデント紙、アイリッシュ・タイムズ紙が主催する世論調査では、ケニーが第31次国会で統一アイルランド党をリードし、これまでで最大の議席数を獲得し、首相になると予想されていた。
選挙では、ケニーは統一アイルランド党を決定的な勝利に導いた。党は76議席を獲得し、78年の歴史の中で最も多くの議席を獲得し、初めて議会で最大の政党となった。一方、共和党は、アイルランド国家史上最悪の敗北を喫し、代表権が75％も減少した。ダブリンで行われた祝勝会で、ケニーは統一アイルランド党が統治するための「大規模な支持」を得たと宣言し、この選挙は「アイルランドの歴史の中で変革の瞬間」を迎えたと述べた。その後、「投票箱での民主主義革命」と呼ばれるものの後に、首相になることをRTÉで語った。統一アイルランド党は少数政権として単独で統治するという話もあったが、上級指導者らは選挙結果が疑いの余地のないものになると労働党との連立政権に入る可能性が高いことを示唆した。2011年3月5日の夜にダブリン城で、統一アイルランド党と労働党は、ケニーを首相、イーモン・ギルモアを副首相として連立政権を形成することに正式に合意し、労働党は内閣の他の4つの議席を与えられた。
ケニーは、就任後の最優先事項はアイルランドの救済措置の条件を再交渉することであると述べ、元の取引を「アイルランドにとっては悪い取引であり、ヨーロッパにとっても悪い」と呼んだ。

## 第13代首相

### 2011年
2011年3月9日に開催された第31次国会では、117対27の投票でケニーが首相に選出された。ケニーはメアリー・マッカリース大統領から就任の印鑑を受け取った。ケニーはまた、2011年3月9日に政府の閣僚人事を発表した。ケニーは59歳11ヶ月弱で、アイルランドの歴代首相で初の就任者としては2番目の高齢者である。
2011年3月9日、ケニーは15人の下級大臣を任命した。また政治改革担当大臣を任命し、大臣輸送についてどのように対応するか公共事業局に要望書を送った。2011年3月15日には、現大統領、首相、副首相、法務・平等大臣のみがアイルランド警察の運転手を持つことが発表された。それ以外の閣僚は自身で交通手段を利用しなければならず、その際に応じた手当と商用運転手が経費として支給されることになっていた。3機の政府用ジェット機の継続使用についての発表はなかった。マスメディアは、これにより閣僚の自動車輸送費は年間700万ユーロに削減されると報じているが、これは最低賃金の16,000人の年間納税額を合わせた額を上回るものである。

#### 東日本大震災への対応

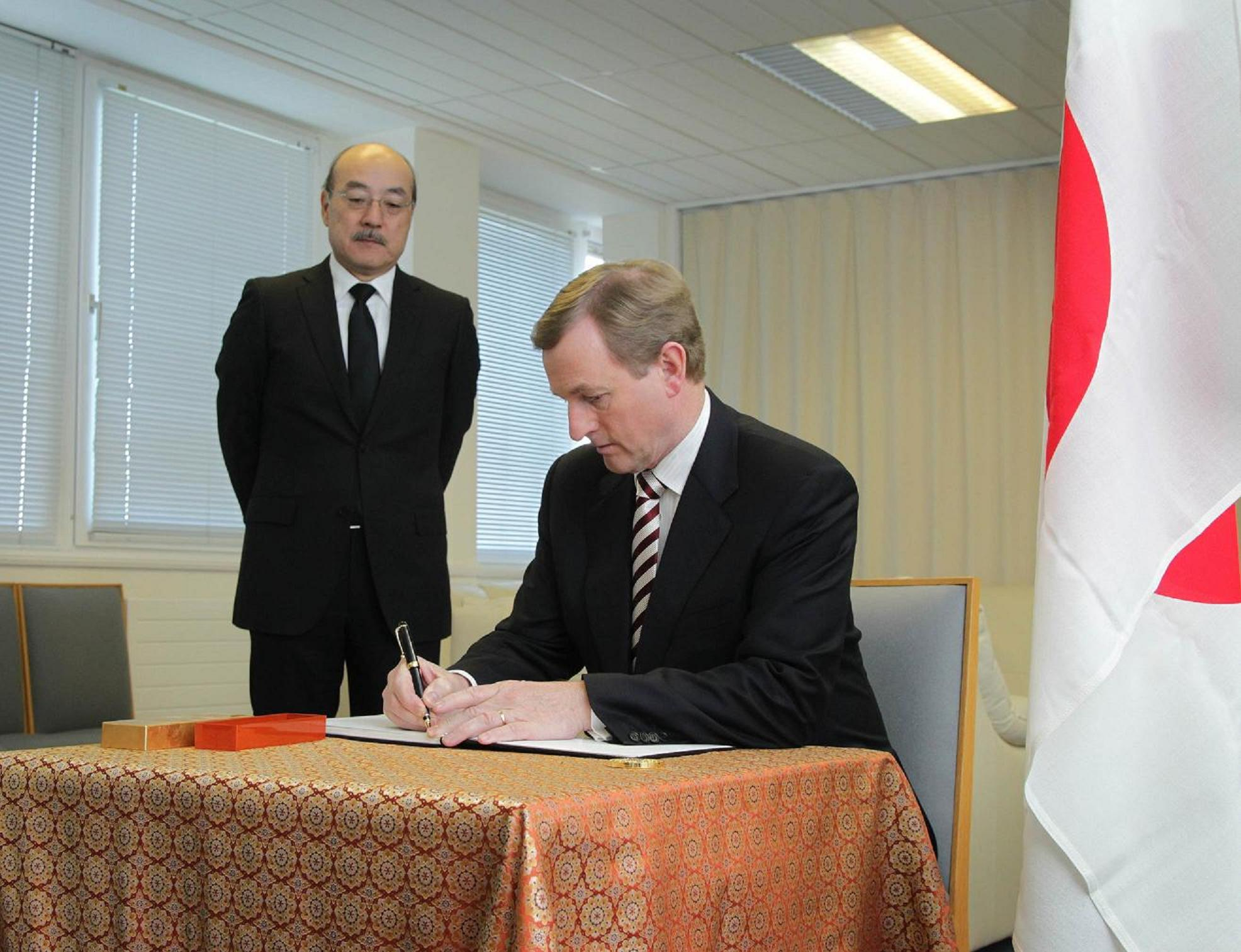
在アイルランド日本国大使館で東日本大震災と津波の犠牲者に追悼の記帳をするエンダ・ケニー首相

2011年3月11日に起きた東北地方太平洋沖地震を受け、ケニーは「この大きな試練の瞬間に、アイルランドの人々と日本の人々との連帯を表明する。この悲劇で家族や友人を亡くされた方々に、私たちの思いと祈りを捧げる。日本国民がこの災害から早く完全に回復されることを心から信じているが、アイルランドは友人である日本を可能な限り支援する準備ができている」と述べた。3月16日に経済危機中にもかかわらず、100万ユーロ（当時で約1億1500万円）の緊急支援資金を日本赤十字社に提供することを発表した。また、欧州連合を通じて緊急援助物資の提供も発表された。3月22日には、ダブリンの在アイルランド日本国大使館を訪れ、犠牲者に追悼の記帳をした。

#### 大臣給与削減
ケニーは首相の最初の行動のひとつとして、自身の給与を14,000ユーロ（7％の削減）まで減らした。新政権はまた、上級閣僚の給与も削減することを決定した。党首の給与は214,187ユーロから200,000ユーロに削減され、イーモン・ギルモアの給与は197,486ユーロから184,405ユーロに削減された。閣僚の給与は18万1,283ユーロから16万9,275ユーロに、国務大臣の給与は13万9,266ユーロから13万0,042ユーロに削減された。もう一つのコスト削減策として、ケニーは閣僚の輸送に費やされる金額を削減するための計画を立案するよう、法務省、運輸省、公共事業局に要請した。

#### 金融・銀行政策
就任3日目の2011年3月11日、ケニーはブリュッセルで開催された欧州理事会に出席した。同理事会では、アイルランドの法人税率が12.5％と比較的低いことをめぐり、フランスのニコラ・サルコジ大統領と激しい対立を繰り広げた。ケニーは法人税の変更を拒否し、翌週の最初の首脳質問でも繰り返し述べたが、欧州連合が銀行の上級債券保有者に損失を負担させる新たな条件に合意するまでは、ダブリンの銀行からの国家資金をさらに差し控える意向を表明した。
しかし、その3週間後の2011年3月31日、アイルランド中央銀行・金融サービス機構は、アイルランドの生き残り4行（アライド・アイリッシュ銀行、アイルランド銀行、EBS、アイリッシュ・ライフ＆パーマネント）の「ストレステスト」の結果を発表し、銀行が支払い能力を維持するためには240億ユーロの追加資金調達が必要であることを示した。ケニーは以前から約束していたにもかかわらず、政府は同日に銀行を破綻させないために必要な資金を国が供給すると発表し、債券保有者に資金を求めることは「合理的でも論理的でもない」と述べた。
これにより、ケニー政権の行動は激しく批判され、アイリッシュ・インデペンデント紙は「これでアイルランドの人々は過去数年間で5回も『これが最後の支払いになる』と言われてきた」と指摘している。
2011年4月10日に発表されたケニー就任後初の全国世論調査では、支持率が選挙後36％から39％に上昇したことが示されたが、多数派が彼の銀行救済に対する深い不満を示した。
2011年7月21日、ケニーはアイルランドの金利を2％引き下げ、返済期間を延長することでユーロ圏の指導者たちが合意したと発表した。

#### 年金賦課金論争

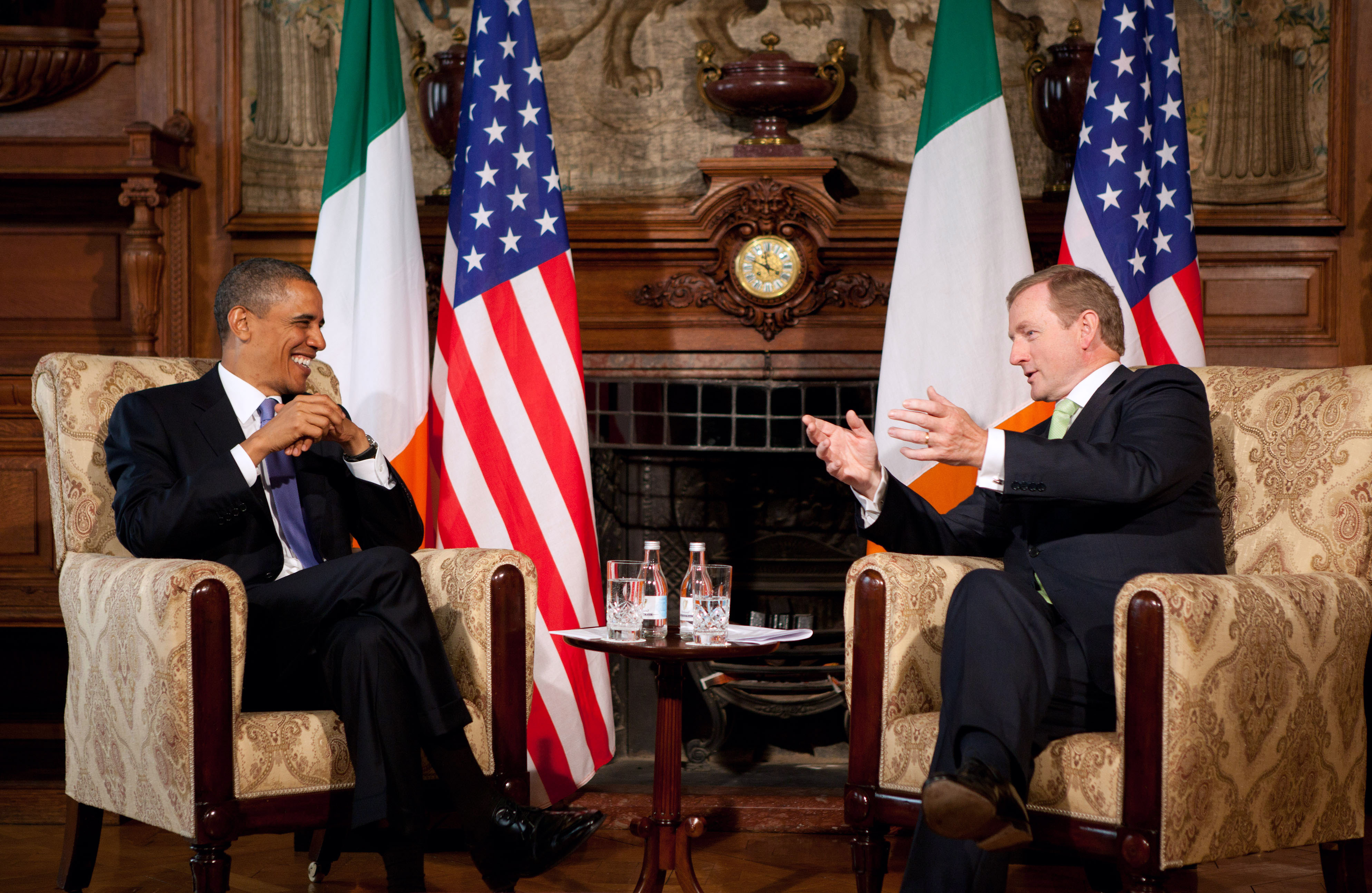
ケニーとバラク・オバマ米大統領（2011年5月23日）

2011年5月9日にケニー政権は新たな雇用創出計画を発表し、その財源として個人年金の貯蓄に0.6％の課税を行う計画を発表した。しかし、公的年金基金は手付かずのままである。年金賦課はすぐに激しい反発を引き起こし、ケニーは「ささやかな提案」として擁護し、政府が次に個人の貯蓄に課税するだろうという告発を反論した。しかし、2011年5月12日には、ケニーがアイルランドの高所得者のほとんどが認定退職基金の保有者であることを認めたことで、年金賦課金をめぐる論争が激化した。

#### 政治改革
2011年5月3日、ケニー政権は総選挙での公約に沿った一連の政治改革を承認した。承認された改革の中には、2011年6月に予定されている立憲委員会（国会議員を最大20人まで削減することを具体的な目的としている）、国会議員選挙の実施期間を6ヶ月に制限する法律、2011年の大統領選挙における支出限度額を75万ユーロとすること、企業献金を禁止する法律を2011年夏までに制定すること、2011年にシャナズ・エアランの議論を含む憲法条約を制定すること、2012年後半にシャナズ・エアランの廃止を問う国民投票を実施することなどが含まれていた。20人の国会議員（TD）を削減することに関しては、人口3万人に1人以上のTDが必要とされる憲法上の要件であり、150人以上のTDが必要となるため、現在の166人のTDを最大でも16人削減することになり、一部の議論と懐疑的な意見が出た。

#### バチカン譴責とその対応
2011年7月13日、ローマ・カトリック教区クロインの19人の司祭による児童虐待疑惑についての調査を詳述した「クロイン報告書」が発表された。報告書の調査結果の中には、教区で行われた疑惑の大部分が、教会の1996年のガイドラインで要求されているようにアイルランド警察に報告されていなかったこと、教区のジョン・マギー司教らが政府の調査への全面的な協力を保留し、疑惑に対する自身の対応を意図的に虚偽表示していたこと、バチカン自身が調査への協力を拒否し、1996年のガイドラインは拘束力がないと教区に助言していたことが明らかにされている。
2011年7月20日、ケニーはスキャンダルにおけるバチカンの役割を非難し、調査を妨害した教会の役割はアイルランドの主権に対する重大な侵害であり、スキャンダルは「今日に至るまでバチカンの文化を支配している機能不全、断絶、エリート主義」であることを明らかにしたと述べた。また、「アイルランドにおける教会と国家の間の歴史的な関係は、再び同じものになることはありえない」と付け加えた。
ケニーのバチカンに対する攻撃は、アイルランドの高官による前例のないものだった。デイリー・メール紙は、「アイルランドの17年間に及ぶ小児性愛者の聖職者スキャンダルの間、アイルランドの議会が地元の教会指導者ではなくバチカンを公然と非難したのは初めてのこと」とコメントし、この演説は非凡なものと広く評価された。ガーディアン紙は、「政治層は（中略）かつての全能のローマ・カトリック教会への恐怖心を失っている」と指摘している。
9月3日には、ケニーの演説に対して聖座は、「ケニーが何も立証しようとしなかった主権を持つ民主的な共和国での審問を30年前ではなく、わずか3年前に『挫折させようとした』という非難は、根拠のないものである」と指摘している。実際に政府の広報担当者は質問されると、ケニーは特定の事件に言及していないことを明らかにした。これらの報告書には、教皇庁がアイルランド国家の内政に関与したことを示唆する証拠は一切含まれておらず、また性的虐待の問題に関してアイルランドの教区や修道会の日々の管理に関与したことを示唆する証拠も含まれていない」と付け加えている。
ベネディクト16世の引用について、教義修道会が1990年5月24日に発行した「神学者の教会的職業に関する訓令」（別称「Donum Veritatis（真実の贈り物）」）から引用されたものであり、当時の修道会の総監兼書記が署名したものであることに留意している。したがって、当時のベネディクト16世の私的な文章ではなく、信徒会の公式文書である。

#### 最初の国民に向けてのテレビ演説
ケニー氏は2011年12月4日、2012年のアイルランド予算の成立に先立ち、国民に向けてテレビ演説を行った。2012年の予算は「厳しいものになるだろう」と警告し、「そうでなければならない」と述べた。また、2015年までに国内総生産（GDP）の3％という管理可能な赤字に向けてアイルランドを前進させるとも述べた。これは、ケニーが強調した「例外的な」状況であったものでアイルランドの経済状況の深刻さを反映し、国民へ向けて演説したのは6回目であった。この演説では120万人の視聴者がおり、アイルランドで2011年の2番目に最も視聴されたテレビ番組だった。

### 2013年

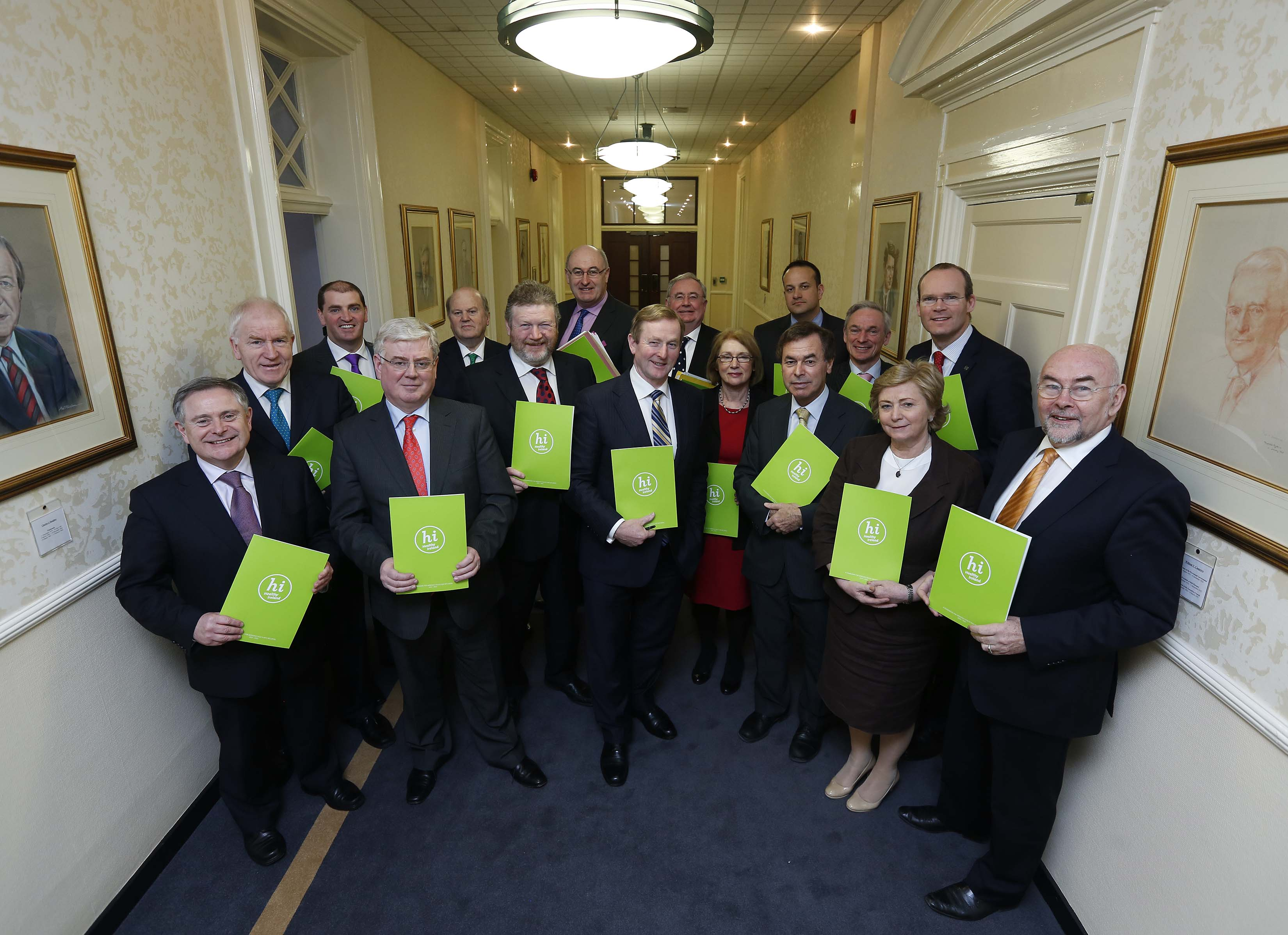
2013年3月に第29次内閣を率いたエンダ・ケニー

#### 約束手形
2013年2月、旧アングロ・アイリッシュ銀行を救済するために使用された約束手形に関連して、欧州中央銀行との間で取引が成立した。ケニーは、「国と国民にとって良い日」と表現した。変更の結果、今後数年間で国庫管理局の借入要件が200億ユーロ削減されることになると議会に語ったが、合意は「銀の弾丸」ではないことにも注意を促した。

#### マグダレン洗濯所の謝罪
2013年2月19日、ケニーはドイル・エアランで、国を代表して、婚外交渉した女性などを収容していたマグダレン洗濯所の生存者に謝罪した。政府はまた、生存していると推定される800～1,000人のマグダレンの女性のために補償制度を設けることを伝えた。しかし、2014年2月までに684人の申請者のうち、約束された法定老齢年金や医療給付金を受け取った者はいなかった。

#### 日本との関係
2013年6月19日に日本の安倍晋三内閣総理大臣は、現職総理として1922年の独立以来、初めてアイルランドを公式訪問した。首脳会談、共同記者会見、ワーキングランチが行われた。
2013年12月2日にケニーは日本を訪問した。この際、30か月以下のアイルランド産の牛肉の日本への輸入禁止を解除した。

#### 2度目の国民に向けてのテレビ演説
2013年12月の欧州債務危機の終了を記念し、ケニーは2回目のテレビ演説を行い、「国は正しい方向に向かっている。（中略）景気が回復し始めている」と述べた。

### 2014年

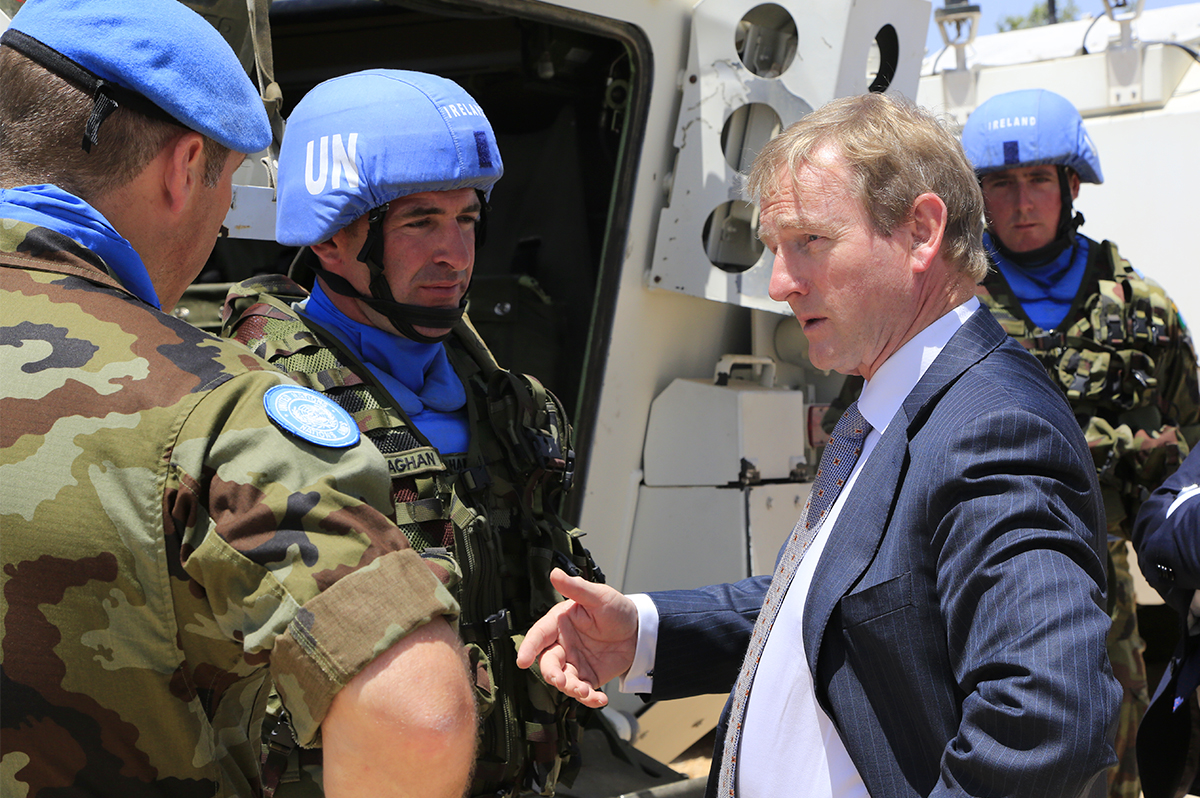
レバノンの国連ミッションに派遣されているアイルランド国防軍と面会するケニー（2014年6月16日）

#### マーティン・カリナンとアラン・シャッターの辞任
2014年3月、アイルランド警察電話録音疑惑を受け、ケニーはカリナンが突然の退任をする前日に、法務省の事務局長ブライアン・パーセルを警察長官のマーティン・カリナンに送ったことを議会に伝えた。野党のミホル・マーティン党首は、これはケニーが事実上カリナンを「クビ」にしたことを意味すると述べた。ケニーはまた、ウィランが電話でこの件について話すことを望まなかったため、司法長官のマイア・ウィランからガルダの監視について個人的に説明を受けていたと述べた。
2014年5月、アラン・シャッター法務平等大臣が辞任した後、地方選挙や欧州議会議員選挙でケニーと統一アイルランド党の支持は低迷した。ケニーはその後、毎年恒例のブルーム・フェスティバルでファレル・ウィリアムスの「ハッピーダンス」をしているところを目撃されている。

### 2015年
2015年3月、ケニーは議会での質問中に、アイルランド語を話せないミック・ウォレス議員への理解不足を批判された。
2015年9月22日、ケニーはデニス・オブライエンが管理するインデペンデント・ニュース＆メディアの新しいデジタル・ハブを開設するために、議会での質問を物議を醸して遅らせた。ケニーは以前、オブライエンの長期有給スポークスマンであるジェームズ・モリッシーの本を発売していた。
2015年10月13日、メアリー・ルー・マクドナルドが予算に関する議会討論中に発言していた際にケニーが行った「殴るようなジェスチャー」が世間の注目を集めた。マクドナルドは「パンチングジェスチャーは、少なくとも言って異常な行動であり、私は繰り返されないように提案するだろう」と答えた。

### 2016年
2016年2月3日、ケニーはマイケル・D・ヒギンズ大統領に第31次国会の解散を要請する意向を表明した。解散前に、2016年の総選挙が2月26日に行われることをドイル・エアランに伝えた。
選挙に続き、統一アイルランド党は50議席を獲得し、全体の過半数には29議席足りなかった。2016年3月10日、ケニーは2期目の当選に十分な票を獲得できなかったため、首相を辞任した。新政権が発足するまで、臨時首相を務めた。
臨時首相として、ケニーは聖パトリックの祝日のためにいつものようにアメリカ合衆国のワシントンD.C.へ向かった。そこでアイルランド大使館に「帰国して、直面しなければならないものに直面する必要がなかったらいいのだが」と述べたと報じられている。また、シャムロックの鉢の手渡しのために、毎年恒例の首相のホワイトハウス訪問の一環として、バラク・オバマ大統領に会った。
2016年4月29日、統一アイルランド党率いる少数派政権を認めることで共和党と合意し、2016年5月6日、ケニーは59対49票（棄権51票）の僅差で再び首相に選出され、政権を樹立した。統一アイルランド党の議員としては、アイルランドの歴史上、初の首相としての再選を勝ち取った。また、ケニーはサイモン・コーヴニーから防衛大臣に就任し、コヴェニーは住宅大臣に就任した。
イギリスの欧州連合離脱是非を問う国民投票について、ケニーは「ブレグジット（離脱）」の可能性は北アイルランドの平和維持に「深刻な困難」をもたらすと発言したことを記録に残した。イギリスが欧州連合（EU）を離脱すれば、北アイルランドの平和的解決が崩壊する可能性があるため、残留することに賛成していると述べた。この発言は、テレサ・ヴィリアーズ北アイルランド国務長官が「最悪の脅し」と糾弾し、イギリスとアイルランドを結ぶ「開かれた国境」である共通旅行区域は、イギリスのEU離脱の影響を受けないと述べた。

### 2017年

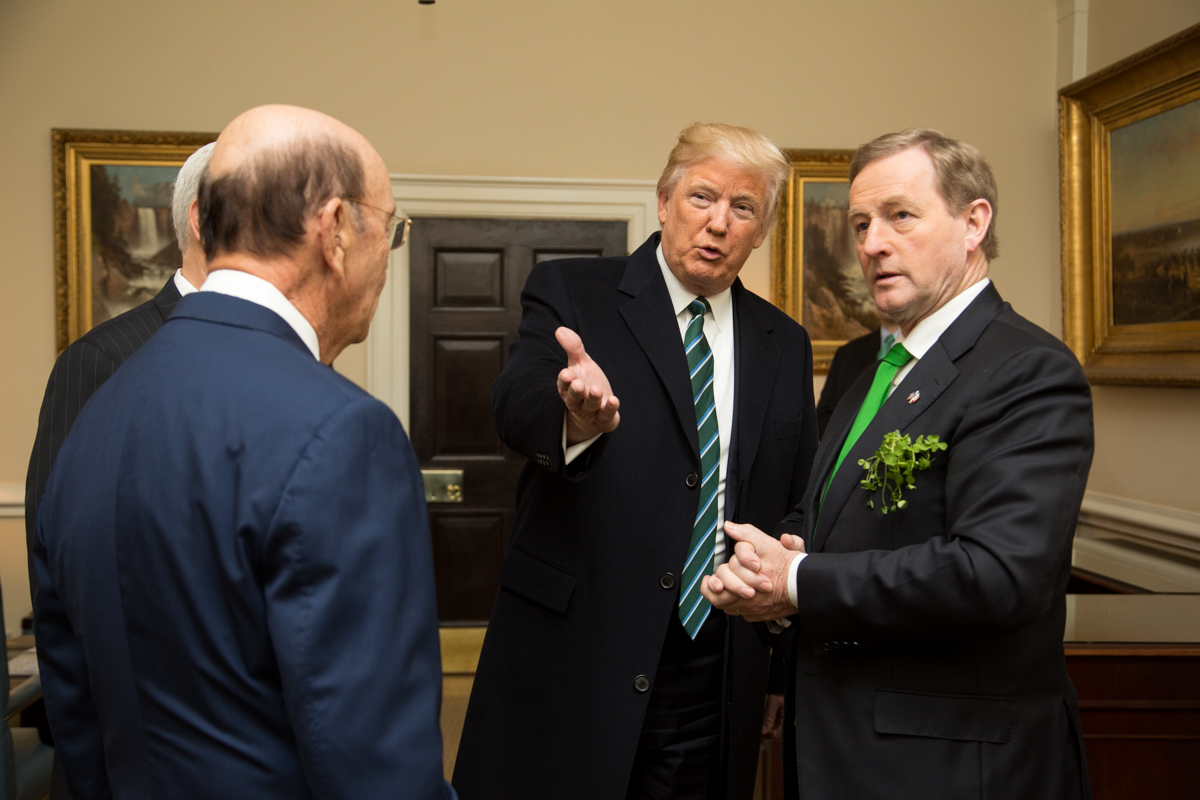
ケニーとドナルド・トランプ米大統領（2017年3月16日）

2017年1月30日、エンダ・ケニーとイギリスのテリーザ・メイ首相との共同記者会見がダブリンのメリオン通りで開かれ、イギリスの欧州連合離脱が北アイルランドとアイルランドに与える影響について話し合われた。
2016年の総選挙後、統一アイルランド党党首として、ひいては首相として退陣することを求める声が上がっていた。アイルランド警察のモーリス・マッケイブ軍曹中傷の発覚後、後方席議員連はケニーへの信頼を失った。ケニーは、聖パトリックの祝日のために3月16日にアメリカ合衆国へ公式訪問し、会見でドナルド・トランプ米大統領の過酷な移民政策を遠回しに非難した。帰国した後、指導者交代の計画を示すと述べていたが、ニューヨークで行われた聖パトリックのパレードで、イギリスの欧州連合離脱と北アイルランド議会選挙の余波の問題が解決するまでは辞任しないと述べ、「北アイルランドで指導者がいない状況はありえない。欧州連合の観点からアイルランドがどこになるのか、交渉のための合意された参照条件は何なのかを定義しなければならない」と述べた。また、メイ首相との間では、北アイルランドのウェストミンスターからの直接支配への復帰はないとの合意があったと述べた。3月20日、マイケル・ヌーナン財務大臣は、少なくとも欧州連合の次の段階であるイギリスの欧州連合離脱交渉が始まる6月までは在任すべきだと述べた。翌日、ケニーは早ければ5月までは退任を検討しないと表明し、2017年4月29日に開催される欧州理事会に出席し、イギリスの欧州連合離脱をめぐる戦略を協議する予定であることを明らかにした。

### 引退
2017年5月17日、ケニーは党首として退陣する意向を表明した。2017年6月2日までに後任者の選挙を党内で完結させるよう要請し、その後まもなく首相として退陣すると述べた。その後の選挙では、社会保護大臣のレオ・バラッカーが統一アイルランド党党首に選出された。声明では、ケニーは「これは彼のための途方もない名誉であり、彼が私たちの国全体の人々の生活を改善するために彼の人生を捧げるだろう知っている」と言い、バラッカーに「心からのお祝い」を述べた。
2017年6月初旬、ケニーは首相として最後の渡米を果たした。2017年6月4日にシカゴに滞在中、アイルランドのロックバンドのU2のジョシュア・ツリー・ツアーの一環として行われた公演のため、ソルジャー・フィールドに出席した。U2のフロントマンのボノは「Trip Through Your Wires」のパフォーマンスをケニーに捧げ、「我々が『Taoiseach（ティーショク、首相）』と呼んでいる男、家の長とかそういう意味かもしれないけど（中略）、我が国の酋長は今夜ここにいる！（中略）我々の優美な指導者に敬意を表したい」と述べた。
2017年6月13日、ケニーは首相としての辞任を申し出た。翌日、2017年6月14日、バラッカーを指名し、議会で正式に首相として後を継ぐことにした。議会は指名を承認した。ケニーはその後、「人生の最高の宝物は、価値のある仕事で一生懸命働くこと」というアメリカ合衆国のセオドア・ルーズベルト大統領を引用し、ドイル・エアランに別れの挨拶をした。ケニー氏は議会からの立礼を受けた後、大統領官邸へと出発し、マイケル・D・ヒギンズ大統領に辞表を提出した。最後の任務として、ケニーは大統領にドイル・エアランがバラッカーを憲法のもと首相として指名することを招いた。

## 引退後の活動

### 後方席議員連への復帰
2017年12月29日、ケニーはコークで統一アイルランド党の上院議員ジェリー・ブティマーの結婚式のゲストとして登場した。約2年前にケニーが起工式をしたが、現在は建設が中止されている近くのイベントセンターのことをレポーターが思い出す機会を得て、結婚式に出席するためにそこにいたことを明らかにした。
2018年6月、ケニーは「イギリスの欧州連合離脱の国民投票の時期には欧州評議会の議長も務め、欧州連合との関係を発展させ、歴史上最も困難な状況のいくつかを通し、欧州におけるアイルランドの場所を促進、発展させるための卓越した貢献」のために、「アイリッシュ・ヨーロピアン・オブ・ザ・イヤー」に選ばれた。
2019年10月、『RTÉ Investigates』は、ケニーが2019年に議会で投票したのはわずか3回（そのうち2回は同日に行われた）で、2017年6月から2019年7月の間に行われた投票の96％を見逃していたと報じた。合計で400回の投票のうち、わずか15回しか投票していなかった。報告書によると、ケニーの議会への出席日数はその期間中に263日登録されており、給与に加え、ケニーに与えられていた旅行・宿泊手当47,000ユーロを全額請求していたという。

## 人物

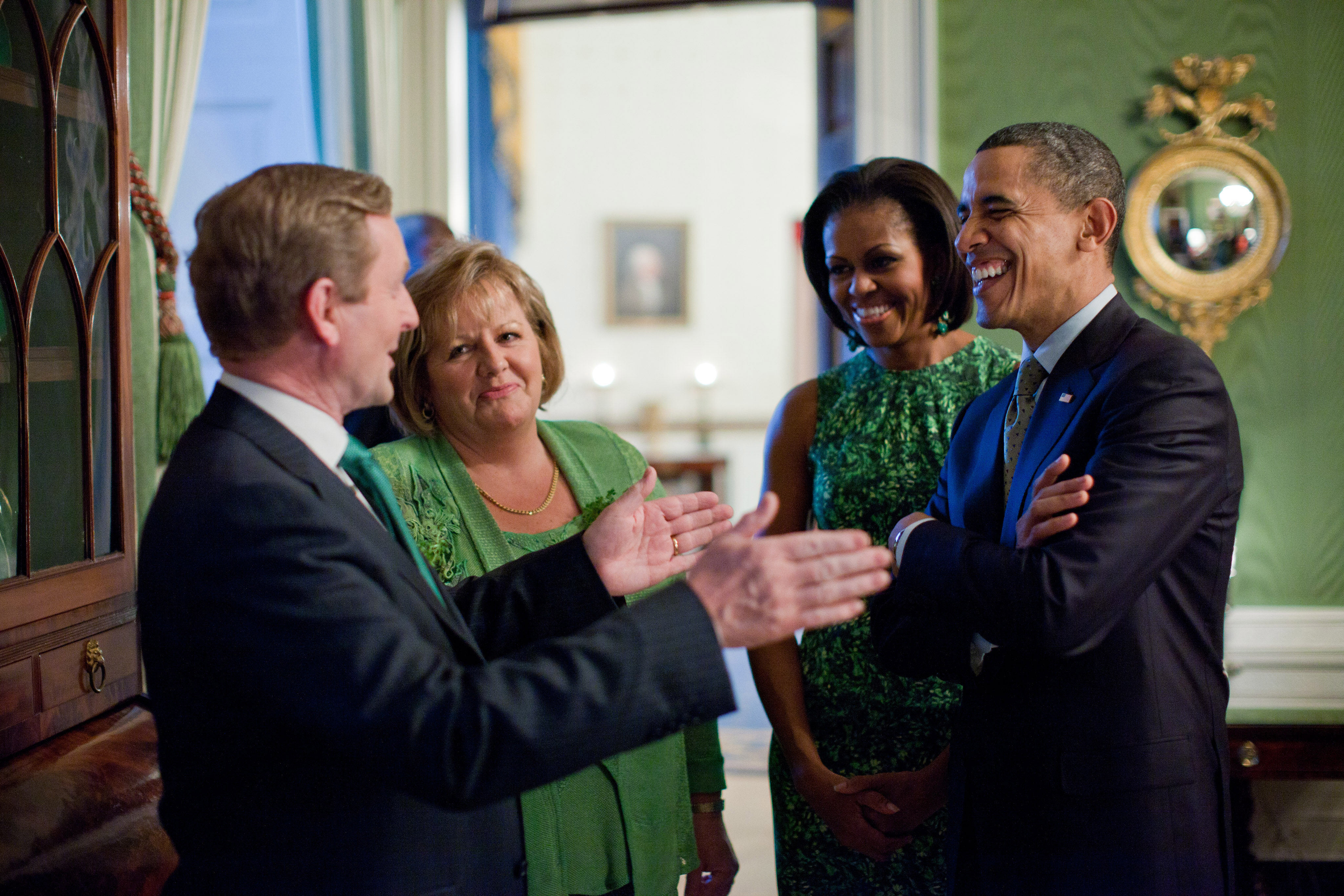
フィヌーラ・オケリー（左奥）

ケニーは1992年にフィヌーラ・オケリーと結婚しており、メディアから「秘密兵器」と評されている。オケリーは、現職の統一アイルランド党議員であるショーン・ケリーのいとこで、ゲーリック体育協会（GAA）の会長も務めていた。オケリー家はもともとケリー県キラーニー付近のキルカムミン教区の出身である。娘のイービンと息子のフェーディアとニーシャの3人の子どもがいる。ケニーとオケリーは、オケリーが共和党の報道官として働いていたレンスター・ハウスで出会った。オケリーはその後、アイルランド放送協会 (RTÉ)で勤務していた。
ケニーはキリマンジャロに登り、リング・オブ・ケリー・チャリティー・サイクルを完走した経験がある。故郷のメイヨーGAAフットボールチームの熱心なサポーターであり、地元のクラブであるアイランデディでゲーリックフットボールをしていた。父親のヘンリーは1936年にメイヨー県のチームでオールアイルランドのメダルを獲得した。祖父は灯台守だった。